# Just Cause 4
Just Cause 4 é um jogo eletrônico de ação-aventura desenvolvido pela Avalanche Studios e publicado pela subsidiária europeia da Square Enix. É o quarto jogo da série Just Cause e a sequência de Just Cause 3, de 2015, sendo lançado em 4 de dezembro de 2018 para Microsoft Windows, PlayStation 4 e Xbox One. No jogo, o jogador assume o papel do protagonista Rico Rodríguez que chega à nação fictícia de Solís para derrubar o Mão Negra, o maior exército privado do mundo. O jogo usa uma nova versão do motor de jogo Apex, da Avalanche. A nova tecnologia permite que o jogo apresente efeitos climáticos diversos e extremos, incluindo nevascas, tempestades de areia, tornados e muito mais. Ele recebeu críticas mistas após o lançamento.
A edição Just Cause 4 Reloaded, que inclui conteúdos adicionais, foi lançada em 6 de novembro de 2019 para Xbox One, esta versão foi posteriormente disponibilizado no Xbox Game Pass.

## Jogabilidade
Just Cause 4 é um jogo eletrônico de ação-aventura jogado de uma perspectiva em terceira pessoa. O jogador assume o papel do protagonista Rico Rodríguez. O jogo se passa na nação fictícia de Solís, um grande mundo aberto que consiste em diferentes biomas, incluindo montanhas nevadas e desertos. Rico pode viajar pelo mundo do jogo usando seu wingsuit e gancho de luta, cujas funções são expandidas para incluir a habilidade de prender balões de ar quente e foguetes em objetos. Um novo sistema de vento e partículas foi introduzido e afeta a travessia de Rico com seu wingsuit. O jogo também apresenta um sistema climático e riscos ambientais, como tornados e tempestades.
O jogo apresenta uma grande variedade de veículos e armas de fogo, incluindo armas exóticas como a Wind Gun e a Lightning Gun. Cada arma também possui um modo de disparo alternativo. Os jogadores podem pedir uma queda de suprimentos a qualquer momento no jogo. Durante o combate, ele pode ser auxiliado por aliados controlados por inteligência artificial. O jogo inclui um sistema de linha de frente no qual as forças rebeldes lutam contra o exército da Mão Negra nas fronteiras de seus territórios. Rico pode participar dessas batalhas a qualquer momento.

## Desenvolvimento e lançamento
Just Cause 4 foi desenvolvido pela Avalanche Studios e publicado pela Square Enix. O jogo usa uma nova versão do motor de jogo Apex, da Avalanche. A nova tecnologia permite que o jogo apresente efeitos climáticos diversos e extremos, incluindo nevascas, tempestades de areia, tornados e muito mais. Os desenvolvedores do jogo comentaram que foram feitas melhorias na inteligência artificial do jogo em relação ao Just Cause 3. Essas alterações tinham o objetivo de tornar os personagens não-jogáveis (NPCs) mais inteligentes para que se comportassem de forma mais tática e representassem mais uma ameaça para o jogador. Outras melhorias no motor de jogo incluem renderização baseada em física e um novo sistema de animação.
O jogo foi anunciado durante a conferência de imprensa da Microsoft na E3 2018, e também apareceu mais tarde no showcase da Square Enix e no PC Gaming Show. Em 30 de outubro, foi anunciado que a produção do jogo base havia sido finalizada. Just Cause 4 foi lançado para Microsoft Windows, PlayStation 4 e Xbox One em 4 de dezembro de 2018.
A Square Enix lançou três peças de conteúdo para download (DLC) após o lançamento do jogo. Dare Devils of Destruction, lançado em 30 de abril de 2019, introduziu veículos armados e modos de desafio. O segundo DLC, Los Demonios, que retrata Rico defendendo Solís contra uma força demoníaca invasora, foi lançado em 3 de julho de 2019. O último DLC chamado Danger Rising, que apresenta novas missões contra a Agência e adiciona um hoverboard, foi lançado em 5 de setembro de 2019.

## Recepção
De acordo com o agregador de resenhas Metacritic, Just Cause 4 recebeu críticas "mistas ou médias" através da crítica especializada. Enquanto a jogabilidade, controles, gráficos e trilha sonora de mundo aberto foram elogiados, sua história, design de missões, cutscenes e dublagem foram criticados. O jogo também foi fortemente criticado por jogadores que notaram um retrocesso do jogo na qualidade gráfica em relação aos jogos anteriores da série, em particular apontando os efeitos de água bastante simplificados e a vegetação de aparência plana. Isso levou a Square Enix a desenvolver um patch na tentativa de diminuir essas queixas.

### Vendas
A versão para PlayStation 4 de Just Cause 4 vendeu 16.100 cópias em sua primeira semana de vendas no Japão, o que o colocou em sétimo lugar na parada de vendas de jogos em todos os formatos.
Durante uma sessão de resumo financeiro, a Square Enix comentou que Just Cause 4 vendeu menos cópias do que o esperado e que o número de unidades vendidas não cobriu os custos de seu desenvolvimento. O presidente da Square Enix, Yosuke Matsuda, também citou a lentidão nas vendas de Just Cause 4 como uma razão significativa para o baixo lucro operacional da empresa em 2018.

### Prêmios e indicações
| Ano  | Prmiação             | Categoria                                   | Resultado | Ref.          |
| ---- | -------------------- | ------------------------------------------- | --------- | ------------- |
| 2019 | NAVGTR Awards        | Design de Controles, 3D                     | Indicado  | [ 30 ]        |
| 2019 | NAVGTR Awards        | Jogo de Aventura de uma Franquia            | Indicado  | [ 30 ]        |
| 2019 | G.A.N.G. Awards 2019 | Melhor Instrumental Original ("Main Theme") | Indicado  | [ 31 ]        |
| 2019 | Webby Awards 2019    | Melhor Jogo de Ação                         | Venceu    | [ 32 ] [ 33 ] |
| 2019 | Webby Awards 2019    | Excelência Técnica                          | Indicado  | [ 32 ] [ 33 ] |